# Contenta

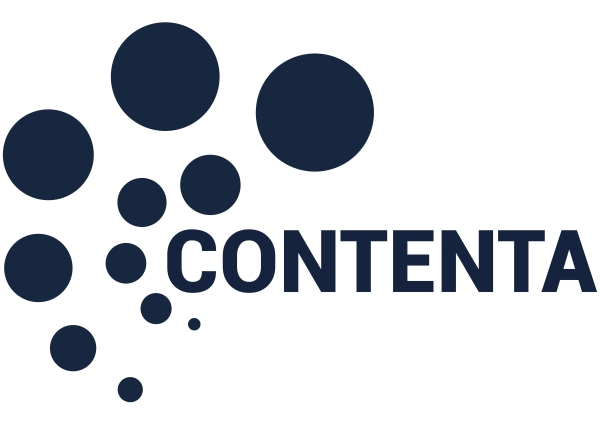
SZTE Klebelsberg Könyvtár Contenta repozitóriumainak logója

A Contenta az SZTE Klebelsberg Könyvtár által üzemeltetett 11 intézményi repozitórium összefoglaló neve. Célja egyfelől a feltöltött tudományos publikációk feltárása, indexelése, egymással és a már létező adatbázisokkal való összekapcsolása, másfelől a szakdolgozatok, disszertációk törvény által előírt archiválási kötelezettségének teljesítése. Az elektronikus tartalmak egy csoportja az interneten bárki számára elérhető, másik részét az egyetemi hálózathoz akár távoli eléréssel csatlakozók, a harmadikat a helyi hálózatra fellépők használhatják.

## A Contenta története
Az egyetemi könyvtár vezetői a egyetemi tanács 2009. szeptember 21-i ülésére előterjesztést fogalmaztak meg "Egyetemi repozitórium megteremtése a Szegedi Tudományegyetemen" címmel. Ebben azt írták, hogy "... az SZTE tekintettel a világban tapasztalható tendenciákra, egyetértve  az európai egyetemek és kutatóintézetek utóbbi időben felerősödött és összehangolt törekvéseivel, s nem utolsó sorban a hazai fejlemények (CEU, MTA, Debreceni Egyetem példái,  ill. HUNOR, MTMT szerveződés stb.) ismeretében úgy döntött, hogy egyetemi repozitórium-szolgáltatás kialakításába kezd.Kívánatos, hogy az Egyetemi Könyvtár hozzon létre repozitóriumot, olyan digitális archívumot, amely teljes szövegében (ill. teljes képi vagy mozgóképi ill. hangi mivoltában) képes tárolni, indexelni az oktató- és kutatómunka során keletkezett és megőrzésre érdemesnek tartott dokumentumokat. Ez a repozitórium szakszerűen feltárja a feltöltött dokumentumokat, összekapcsolja a meglévő adatbázisokkal, elsősorban az Egyetemi Könyvtár katalógusával és az egyetemi dolgozók publikációs adatbankjával és egyben módot ad arra, hogy a különféle – elsősorban – európai repozitórium indexelő rendszerek egyetemünk anyagát még hatékonyabban bekapcsolják a világ  tudományos vérkeringésébe."
Miután az egyetemi szenátus lényegében elfogadta az előterjesztést és az annak mellékleteként megfogalmazott határozati javaslatot, a repozitóriumok telepítése ePrints szoftveres alapokon megindult és azok sorozatban működésbe léptek a következő években.

## A Contenta fejlesztése
A korábban digitalizált, teljes szöveggel visszakereshető egymillió oldalnyi dokumentum mellé 2012 folyamán újabb 210 ezer oldal került. Ezt két nagy teljesítményű gép megvásárlása tette lehetővé. A Kodak i660 dokumentumszkenner akár 300 x 800 mm-es méretű lapok tömeges (120 lap/sec sebességű) beolvasására és szöveggé alakítására is alkalmas. Naponta tízezer, összesen ötmillió oldal feldolgozására képes. Az állományvédelmi okból nem felvágható dokumentumokat Zeutschel OmniScan 12000 C Archiválva 2019. szeptember 6-i dátummal a Wayback Machine-ben könyvszkennerrel végzik. A 2019-es évben nagyobb eszközpark frissítés történt, amely a korábbi technológia és az azt kiszolgáló optimális futtatókörnyezet (hardver és operációs rendszer) gyors avulása miatt vált szükségessé. A rendelkezésre álló új eszközök: Zeutschel OS 12002 Archiválva 2019. szeptember 6-i dátummal a Wayback Machine-ben, Kodak i4250.
A repozitóriumrendszer 10 tagja az EPrints szabad szoftvert használja, egy pedig a szintén ingyenes Omeka szoftvert.

## A Contenta részei

### SZTE Diplomamunka Repozitórium
A integrált Szegedi Tudományegyetemen és jogelődjein megvédett és elfogadott diplomamunkák adatbázisa, mely jelenleg több mint ötvenezer szakdolgozatot tartalmaz. A repozitóriumban lévő állományok egyrészt a régebbi anyagok retrospektív feldolgozásából kerülnek ki. Másrészt pedig a kurrens szakdolgozatok feltöltése is folyamatos, egyes karokkal és a Modulo-val való együttműködés alapján.
Az alábbi karok vesznek részt aktívan a repozitórium bővítésében a kurrens dolgozatok átadásával:
- Bölcsészettudományi Kar
- Juhász Gyula Pedagógusképző Kar
- Természettudományi és Informatikai Kar

A repozitórium két szintű, tartalmazza a dolgozat azonosításához szükséges ún. metadatokat (ki és milyen címen, hol s mikor készítette el, ill. adta be dolgozatát) és tartalmazza a dolgozat teljes szövegű változatát valamilyen elektronikus file-formátumban (általában PDF formában). Míg a metaadatok adatbázisa teljesen nyilvános, bárkinek és bárhonnan kereshető, addig a teljes szövegű tanulmányozás - elsősorban szerzői jogi és plágiumbéli megfontolásokból - az egyetem ill. könyvtára erre a célra kijelölt számítógépeire korlátozott. Az adatbázis a védés dátuma, a képzés területe, kar, tanszék vagy intézet, szak és szerző szerinti böngészést, illetve összetett keresést tesz lehetővé.

### SZTE Doktori Értekezések Repozitórium
A Szegedi Tudományegyetemen született doktori disszertációk adatbázisa a könyvtár időrendben első repozitóriuma. A 2000. január 1. után megvédett körülbelül kétezer értekezés gyűjtőhelye. Böngészni a védés dátuma, tudományterület, doktori iskola és szerző szerint lehet benne. 2010. április 2. óta a disszertáció feltöltése az adatbázisba a doktori eljárás részét képezi. Ha szükséges, a munkát a könyvtárosok egészítik ki metaadatokkal. Ugyanígy a könyvtár feladata a disszertációk retrospektív feltöltése a doktori iskolák adminisztrátoraival együttműködve. A szövegek bárki számára szabadon hozzáférhetők az interneten.

### SZTE Publicatio Repozitórium
A Szegedi Tudományegyetemen született tudományos művek és művészeti alkotások teljes szövegű adatbázisa. Célja, hogy a Magyar Tudományos Művek Tárának adatbázisához kapcsolódva a szerző feltölthesse írását. A repozitóriumban megtalálható mintegy tízezer publikáció között dátum, kar és szerző szerint lehet böngészni, illetve az összetett kereső segítségével további lehetőségek állnak rendelkezésre. A szövegek egy része szabadon hozzáférhető, a többi szerzői jogi okokból csak az adminisztrátorok számára megnyitható.

### SZTE Elektronikus Tananyag Archívum
A Szegedi Tudományegyetemen keletkezett és folyamatosan keletkező elektronikus tananyagok központi gyűjtőhelye. Az SZTE Open Online Oktatás (SZTE O3) stratégia megvalósításának részeként az archívum feladata az egyetemen keletkezett tananyagok hosszú távú megőrzésének biztosítása, szakszerű feldolgozása és szolgáltatása. Az egyetemi oktatók és a könyvtári adminisztrátorok által feltöltött anyagok több szintű jóváhagyás után kerülnek be az adatbázisba, ahol a felhasználók jogosultságuknak megfelelően érhetik el a tananyagokat.

### SZTE Egyetemi Kiadványok
A Szegedi Tudományegyetemen és jogelődeiben létrehozott vagy az egyetem kutatóihoz kötődő tudományos és szépirodalmi kiadványok (zömmel a különféle Acták) adatbázisa, amelyben valamennyi dokumentumot cikkszinten is feldolgoznak. Több, mint 300 kiadvány ötvenezer cikkének több ezer oldalnyi szövege és bibliográfiai adata böngészhető és kereshető. A dokumentumok jelentős hányada nyilvános, bárki számára hozzáférhető, azonban bizonyos szövegek tanulmányozása szerzői jogi okokból csak belső egyetemi hálózatról elérhető. A repozitórium bővítése, gyarapodása a megjelenő kurrens kiadványok friss számaival folyamatosan történik.

### SZTE UnivHistória
A Szegedi Tudományegyetemhez és jogelődjeihez köthető egyetemtörténeti jelentőségű kiadványok és hírek adatbázisa. Csaknem 200 cím (köztük a Szegedi Egyetem Archiválva 2019. szeptember 6-i dátummal a Wayback Machine-ben) több ezer oldalnyi tartalmát szolgáltatja az interneten bárki által elérhető formában.
A repozitóriumban közel 800 évkönyv és tanrend, a legjelentősebb egyetemtörténeti könyvek és több mint 8000 lapszámnyi egyetemi újság és hallgatói lap található. Ezeken kívül itt gyűjtjük "Egyetemi hírarchívum" gyűjtőnéven, retrospektív és kurrens módon az egyetemről (és azon belül könyvtárunkról) 1921-től napjainkig megjelent papíralapú és online híradásokat. Az utóbbi időszakot tekintve ezek már nem csak szöveges cikkek lehetnek, hanem az egyetemről szóló videók és hanganyagok is.

### SZTE Képtár és Médiatéka
Az SZTE Klebelsberg Könyvtár kép-, ill. egyéb médiaanyagainak központi digitális tároló- és kiállítóhelye. Olyan dokumentumok találhatók itt digitális formában, amelyek (többnyire analóg eredetiben is) a Könyvtár birtokában vannak, de jellegükben eltérnek a hagyományos nyomtatott, ill. kézirattári anyagoktól: az információ ezek esetében a képi tartalmon jelenik meg. Ezt a fő gyűjtőköri irányt további idetartozónak ítélt különféle médiafájlok, úgymint videó- és hangzóanyagok is kiegészíthetik esetenként. A gyűjtemény részei:
- Szent-Györgyi Albert fotóalbumai
- Shvoy Kálmán fotóalbumai
- Egyetemi Arcképcsarnok
- Egyetemi Képgyűjtemény

### SZTE Miscellanea
Egyéb elektronikusan hozzáférhető periodikák adatbázisa. Digitalizálásukat vagy saját jelentőségük, vagy az állomány védelmének okán tartották fontosnak. SZTE Miscellanea gyűjtőköre a legszélesebb a felsorolt repozitóriumok közül, az itt található anyagok nem kötődnek szorosan sem a városhoz, sem pedig az egyetemhez. Az eddig elérhető folyóiratokon és könyveken kívül hamarosan hagyatékokkal, kolligátumokkal, muzeális dokumentumokkal és egyéb kéziratos anyagokkal bővül a repozitórium. Az adatbázisban több száz folyóirat (pl.: Automobil Motorsport, Magyar Építőművészet, Magyar Gazdaságtörténelmi Szemle, Tennisz és Golf, Magyar Pályázatok, Foto, Hamvasztás, Mozihét, Tüsök) több ezer oldalnyi cikke elérhető az internet nyilvánossága számára.

### DélmagyArchív
A DélmagyArchív névre hallgató adatbázis a Délmagyarország című regionális napilap 1910-2010 között megjelent lapszámait tartalmazza jelenleg, digitalizált, teljes szövegű formában. A projekt létrejöttét a Szegedi Tudományegyetem Klebelsberg Kuno Könyvtára, a Somogyi Károly Városi és Megyei Könyvtár valamint a Lapcom Zrt., a Délmagyarország napilap jelenlegi kiadója közötti együttműködés tette lehetővé.

### A Tiszatáj archívuma
A Tiszatáj ma már a szépirodalmi folyóiratok között a legöregebb: megdöntötte a Nyugat által felállított rekordot is. Az adatbázisban 1947-től kezdődően az összes lapszám szabadon hozzáférhető formában megtalálható. A teljes lapszámok mellett a folyóiratban megjelent mintegy 20 ezer cikk is részletesen feldolgozásra került.

### SZTE Szenátusi Repozitórium
A Szegedi Tudományegyetem Szenátus dokumentumainak adatbázisa, amely csak az egyetem belső hálózatáról elérhető.